# Clasificación de Concacaf para la Copa Mundial de Fútbol de 1954
Para la Copa Mundial de Fútbol de 1954 en Suiza, Concacaf contaba solamente con una plaza de 15 restantes. Todos los partidos se disputaron durante 1953 y 1954. La clasificación se definió por una triangular en la que participaron tres selecciones: México, Estados Unidos y Haití. Al final quien obtuvo la clasificación fue la selección mexicana.

## Partidos
| Equipo         | Pts | PJ | PG | PE | PP | GF | GC | Dif |
| -------------- | --- | -- | -- | -- | -- | -- | -- | --- |
| México         | 8   | 4  | 4  | 0  | 0  | 19 | 1  | 18  |
| Estados Unidos | 4   | 4  | 2  | 0  | 2  | 7  | 9  | -2  |
| Haití          | 0   | 4  | 0  | 0  | 4  | 2  | 18 | -16 |

| Fecha                   | Lugar            |                |                           | Resultado |                           |                |
| ----------------------- | ---------------- | -------------- | ------------------------- | --------- | ------------------------- | -------------- |
| 19 de julio de 1953     | Ciudad de México | México         | Bandera de México         | 8:0 (5:0) | Bandera de Haití          | Haití          |
| 27 de diciembre de 1953 | Puerto Príncipe  | Haití          | Bandera de Haití          | 0:4 (0:2) | Bandera de México         | México         |
| 10 de enero de 1954     | Ciudad de México | México         | Bandera de México         | 4:0 (2:0) | Bandera de Estados Unidos | Estados Unidos |
| 14 de enero de 1954     | Ciudad de México | Estados Unidos | Bandera de Estados Unidos | 1:3 (1:0) | Bandera de México         | México         |
| 3 de abril de 1954      | Puerto Príncipe  | Haití          | Bandera de Haití          | 2:3 (0:2) | Bandera de Estados Unidos | Estados Unidos |
| 4 de abril de 1954      | Puerto Príncipe  | Estados Unidos | Bandera de Estados Unidos | 3:0 (2:0) | Bandera de Haití          | Haití          |

## Goleadores
| Jugador        | Selección      | Goles marcados | PJ |
| -------------- | -------------- | -------------- | -- |
| Tomás Balcázar | México         | 5              | 4  |
| José Lamadrid  | México         | 4              | 4  |
| Bill Looby     | Estados Unidos | 4              | 4  |
| Pedro Aurnada  | México         | 3              | 1  |

## Clasificado
| Bandera de México |
| México            |
| Primer puesto     |